# Örtomta socken
Örtomta socken i Östergötland ingick i Bankekinds härad, ingår sedan 1971 i Linköpings kommun och motsvarar från 2016 Örtomta distrikt.
Socknens areal är 59,81 kvadratkilometer, varav 57,58 land. År 2000 fanns här 620 invånare. Kyrkbyn Örtomta samt sockenkyrkan Örtomta kyrka ligger i socknen.

## Administrativ historik
Örtomta socken har medeltida ursprung.
Vid kommunreformen 1862 övergick socknens ansvar för de kyrkliga frågorna till Örtomta församling och för de borgerliga frågorna till Örtomta landskommun. Landskommunen inkorporerades 1952 i Askeby landskommun, uppgick 1961 i Åkerbo landskommun och uppgick 1971 i Linköpings kommun. Församlingen uppgick 1 januari 2009 i Åkerbo församling.
1 januari 2016 inrättades distriktet Örtomta, med samma omfattning som församlingen hade 1999/2000. 
Socknen har tillhört samma fögderier och domsagor som Bankekinds härad.  De indelta soldaterna tillhörde   Första livgrenadjärregementet, Livkompanit och Andra livgrenadjärregementet, Tjusts kompani.

## Geografi

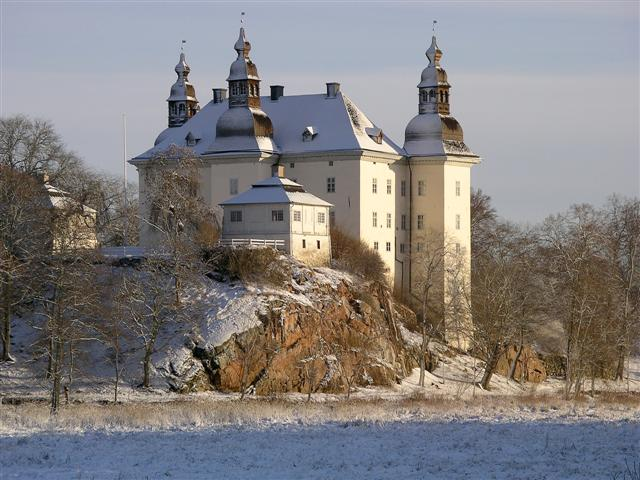
Ekenäs slott

Örtomta socken ligger öster om Linköping och söder om Norrköping med sjöarna Teden och Hövern i söder. Socknen är i norr en odlingsbygd på Östgötaslätten som mot söder övergår i kuperad skogsterräng.
Ekenäs slott och godsen Mauritsholm och Sörby ligger i denna socken.

## Fornlämningar
Kända från socknen är spridda gravrösen från bronsåldern samt gravfält, stensättningar  och  stensträngar från järnåldern. Tre fornborgar finns här.

## Namnet
Namnet (1357 Öratomptä) kommer från kyrkbyn. Förleden är ör, 'grus(bank)' och med efterleden tomt, 'avgränsat markområde avsett för bebyggelse'.

### Fotnoter
1. 1 2  Svensk Uppslagsbok Örtomta socken
2. 1 2  Harlén, Hans; Harlén Eivy (2003). Sverige från A till Ö: geografisk-historisk uppslagsbok. Stockholm: Kommentus. Libris 9337075. ISBN 91-7345-139-8
3. ↑  ”Församlingar”. Statistiska centralbyrån. https://www.scb.se/hitta-statistik/regional-statistik-och-kartor/regionala-indelningar/forsamlingar/. Läst 30 december 2022.
4. ↑  Administrativ historik för Örtomta socken (Klicka på församlingsposten). Källa: Nationella arkivdatabasen, Riksarkivet.
5. 1 2  Sjögren, Otto (1931). Sverige geografisk beskrivning del 2 Östergötlands, Jönköpings, Kronobergs, Kalmar och Gotlands län. Stockholm: Wahlström & Widstrand. Libris 9939
6. 1 2  Nationalencyklopedin
7. ↑  Fornlämningar, Statens historiska museum: Örtomta socken
8. ↑  Fornminnesregistret, Riksantikvarieämbetet: Örtomta socken Fornminnen i socknen erhålls på kartan genom att skriva in sockennamn (utan "socken") i "Ange geografiskt område"
9. ↑  Mats Wahlberg, red (2003). Svenskt ortnamnslexikon. Uppsala: Institutet för språk och folkminnen. Libris 8998039. ISBN 91-7229-020-X. https://isof.diva-portal.org/smash/get/diva2:1175717/FULLTEXT02.pdf